# Hadena ochrea
Hadena ochrea är en fjärilsart som beskrevs av Zweigelt. 1918. Hadena ochrea ingår i släktet Hadena och familjen nattflyn. Inga underarter finns listade i Catalogue of Life.